# Мудра, Марина Ивановна
Марина Ивановна Мудра (1929, Узин, Белоцерковский округ — неизвестно) — советская колхозница. Герой Социалистического Труда (1948).

## Биография
Марина Мудра родилась в 1929 году в селе Узин Белоцерковского округа Украинской ССР (сейчас город Белоцерковского района Киевской области Украины) в семье крестьянина. По национальности украинка.
После окончания Великой Отечественной войны, ещё не достигнув совершеннолетия, работала в Узинском совхозе, культивировавшем сахарную свёклу, возглавляла комсомольско-молодёжное звено.
В 1947 году звено Мудры показало высокий результат, собрав с 2,1 гектара сахарную свёклу с урожайностью 712 центнеров с гектара.
30 апреля 1948 года Указом Президиума Верховного Совета СССР за получение высоких урожаев пшеницы, ржи и сахарной свёклы в 1947 году удостоена звания Героя Социалистического Труда с вручением ордена Ленина и золотой медали «Серп и Молот».
В дальнейшем звено Мудры продолжало демонстрировать высокую урожайность сахарной свёклы.
Впоследствии перебралась из Узина в Молдавскую ССР, работала на промышленном предприятии.
Дата смерти неизвестна.
Награждена орденом Ленина (30 апреля 1948), медалями.